# Kościół Sacro Cuore del Suffragio
Kościół Sacro Cuore del Suffragio – kościół w Rzymie przy rzece Tyber. Zbudowany w stylu neogotyckim z inicjatywy francuskiego księdza  Victora Jouet. Jest znany przede wszystkim z małego Muzeum Dusz Czyśćcowych.

## Muzeum Dusz Czyśćcowych

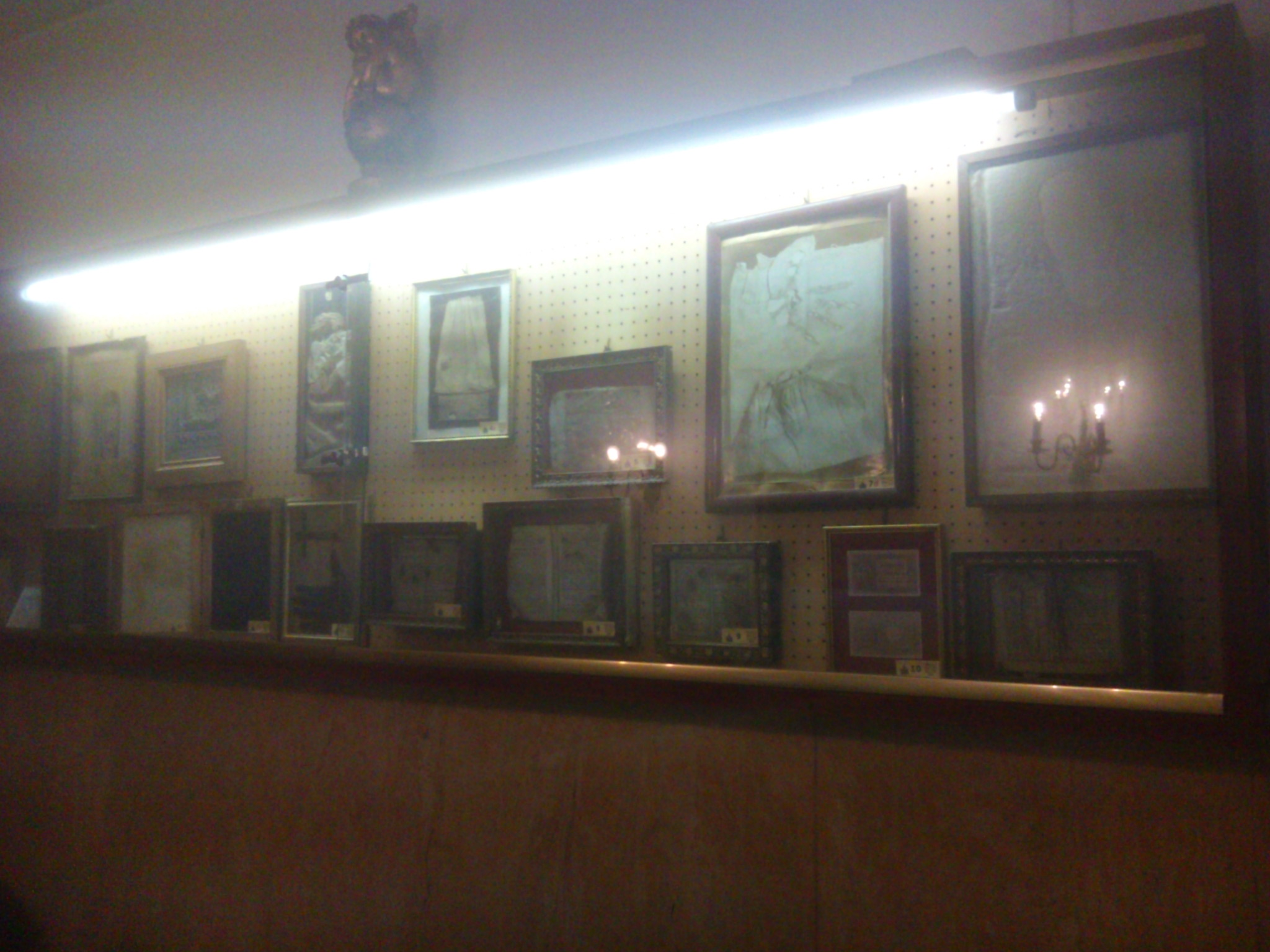
Ta ściana w zakrystii kościoła zawiera wszystkie eksponaty Muzeum

Po skończeniu budowy kościoła, budynek pochłonął pożar. Ks. Victor Jouet zaświadczył, że na osmalonej ogniem ścianie ujrzał wizerunek ludzkiej twarzy, o smutnym wyrazie.
Doszedł do wniosku, że zmarły był skazany na czyściec i chciał wejść w kontakt z żywymi. Ojciec Victor Jouet postanowił więc założyć muzeum.
Obecnie zbiory muzeum zawierają m.in.:
- Modlitewnik, na którego jednej ze stron odbiła się wypalona ręka zmarłego.
- Poszwę od poduszki ze śladami ognia, należącą do zakonnicy, która prosiła swoją siostrę o modlitwy.
- Kawałek blatu od stołu, z wypaloną ręką duszy czyśćcowej.

Każda historia jest dokładnie udokumentowana.
Książkę na temat muzeum napisał Gerard van den Aardweg. Jej tytuł to "Spragnione dusze" (pol. wyd. 2008, Rosikon Press).